# Fabienna
Fabienna is een geslacht van neteldieren uit de familie van de Magapiidae.

## Soorten
- Fabienna oligonema (Kramp, 1955)
- Fabienna sphaerica Schuchert, 1996